# Chrzanów (stacja kolejowa)
Chrzanów – stacja kolejowa na pograniczu chrzanowskiego osiedla Stara Huta i Osiedla Rospontowa, w województwie małopolskim, w Polsce; znajduje się przy ul. Fabrycznej, usytuowana jest na kilometrze 5,343 linii kolejowej nr 93, między stacją Libiąż a przystankiem Chrzanów Śródmieście. Stacja obsługuje pasażerskie połączenia kolejowe w relacjach Oświęcim - Trzebinia - Kraków Główny.

## Ruch pasażerski
| Rok  | Wymiana pasażerska na dobę |
| ---- | -------------------------- |
| 2017 | 150-199                    |
| 2022 | 200-299                    |

## Historia
Początkowo posterunek ruchu posiadał status przystanku kolejowego pod zarządem C.K. Uprzywilejowanej Kolei Północnej Cesarza Ferdynanda, później został rozbudowany do roli stacji wraz z budynkiem dworca od roku 1867.

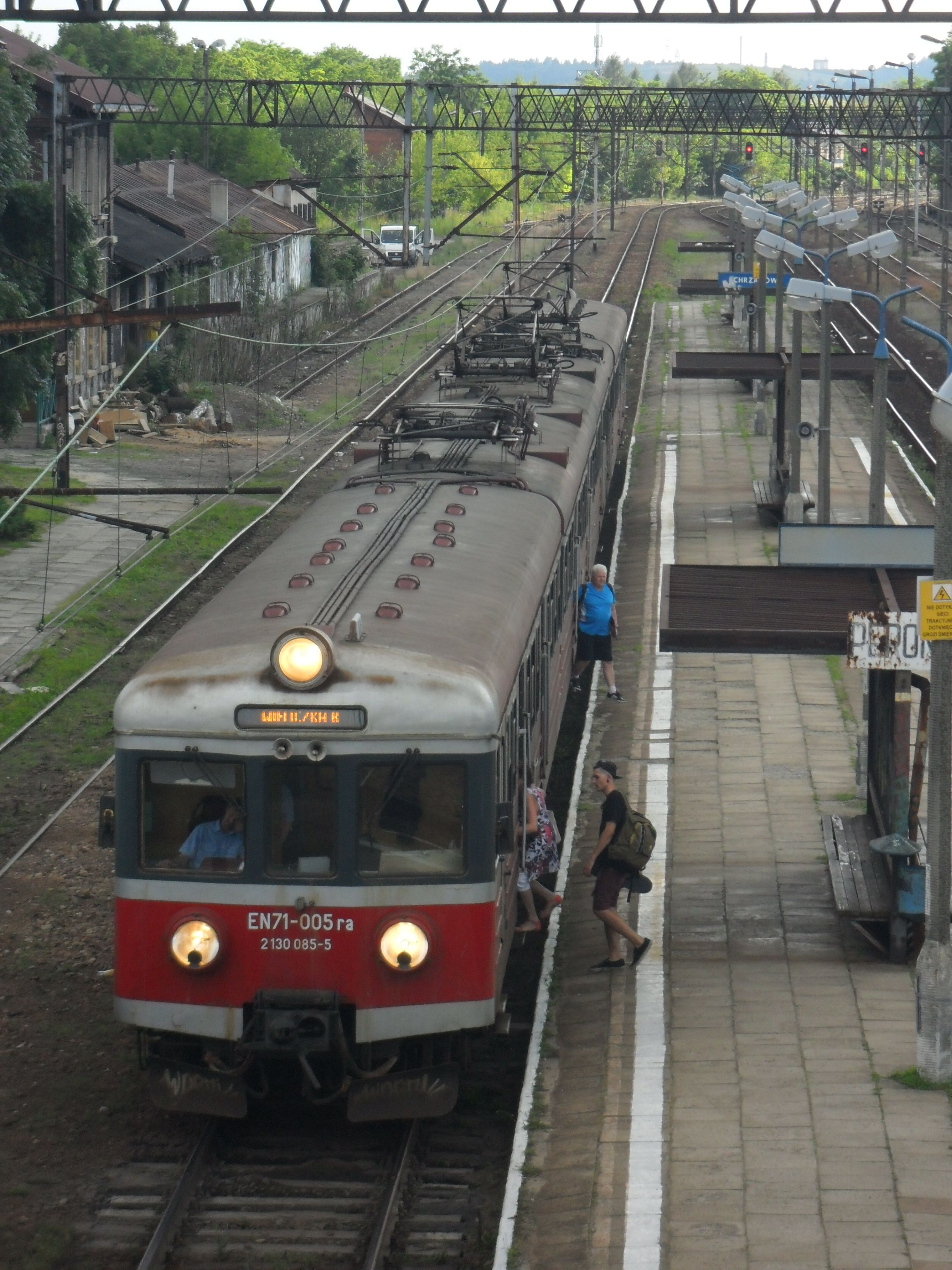
EN71 - 005 przy peronie nr 2 w Chrzanowie
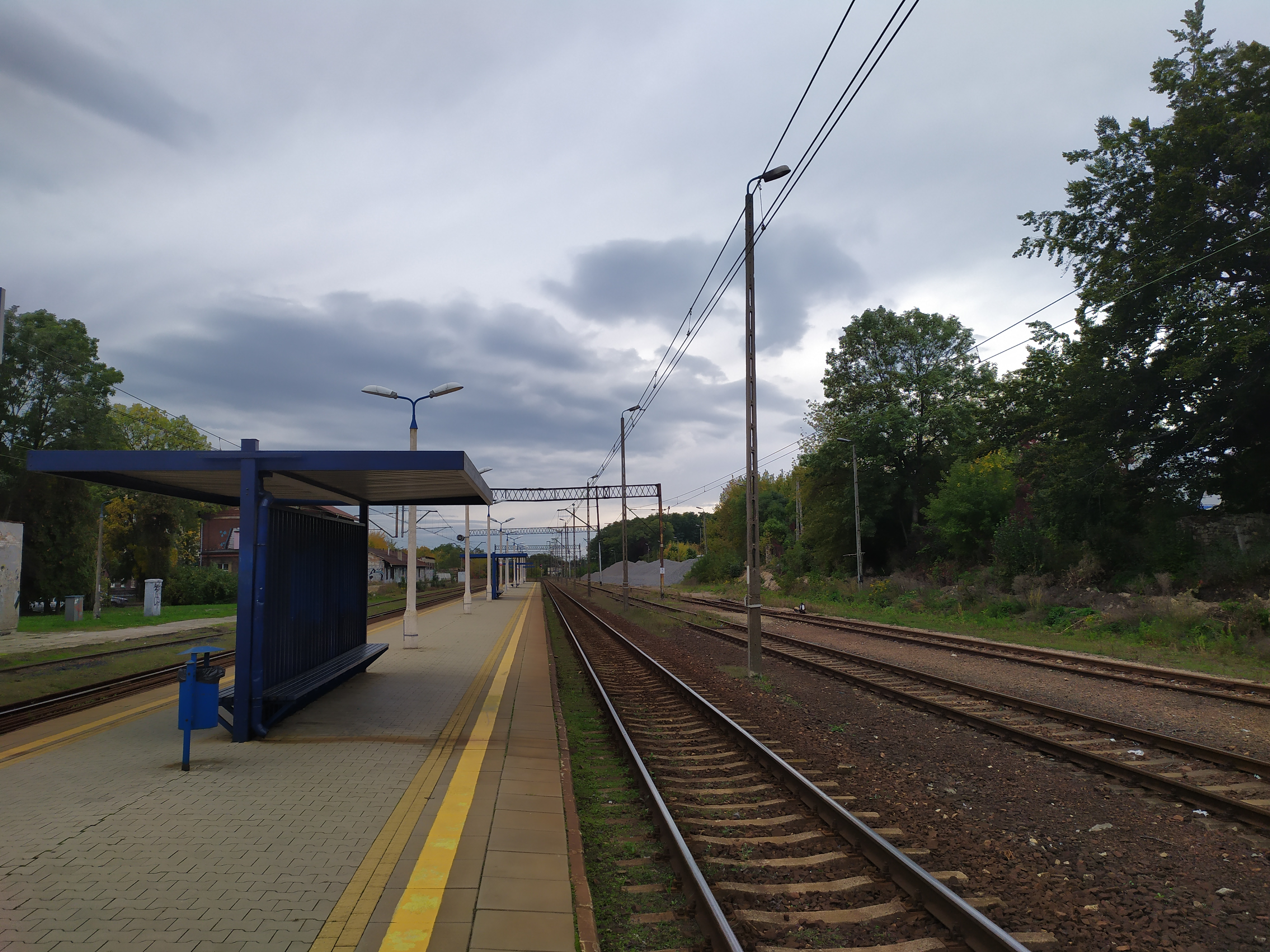
Peron 2 na stacji Chrzanów (2019 r.)
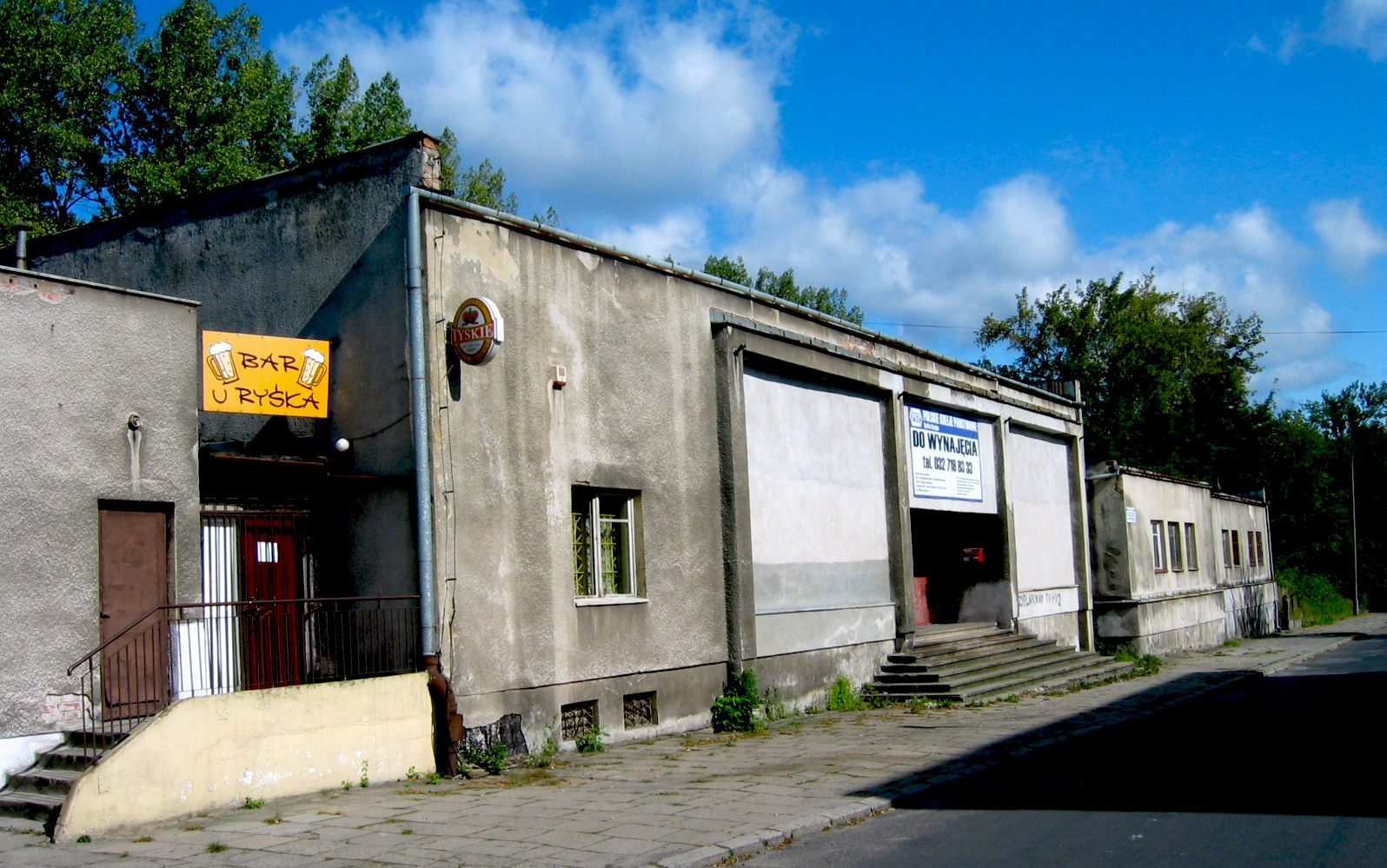
Budynek dworca Chrzanów